# Мансуров, Борис Владимирович
Борис Владимирович Мансуров (13 марта 1902— 13 сентября 1961) — советский военачальник, генерал-майор (17.11.1943).

## Биография
Родился в поселке Баладжары, ныне входит в Бинагадинский район города Баку Азербайджан. В семье рабочего-железнодорожника. Осетин.
С 1912 по 1917 год учился в гимназии в городе Баку.
В 1921 году окончил Пятигорскую среднюю школу. Работает на станции Минеральные Воды.
В 1924 году призван в РККА и зачислен в 35-й кавалерийский полк Чонгарской кавалерийской дивизии, он прослужил в ней восемь лет и дослужился в ней от рядового красноармейца до начальника штаба полка.
В 1938 году капитан Мамсуров направляется в Тамбовское кавалерийское училище в качестве преподавателя по ведению боя.
В начале Великой Отечественной войны майор Мансуров направляется на Западный фронт начальником штаба 7-й гвардейской кавдивизии. Он участвовал в боях на Орловском и Тульском направлениях, а в ходе боев под Москвой, командуя кавалерийской дивизией, не раз прорывался в тыл вражеских войск и громил штабы и коммуникации противника.
В 1942 году подполковник Мамсуров назначается начальником штаба 2-го гвардейского кавалерийского корпуса и активно участвует в наступательных боях и операциях Западного, Брянского, Первого и Второго Белорусского фронтов.
За отличное планирование и проведение рейдов в тыл противника в июле 1942 года Мамсурову было присвоено воинское звание полковник, а в ноябре 1943 — генерал-майор.
После окончания Великой Отечественной войны в 1948 году он окончил с отличием Военную академию Генерального штаба Вооруженных Сил СССР им. К. Е. Ворошилова, в которой до конца жизни работал старшим преподавателем.
Умер 13 сентября 1961 года, похоронен на Преображенском кладбище Москвы.

## Награды
СССР
- орден Ленина (20.06.1949)[3]
- пять орденов Красного Знамени (12.04.1942, 19.04.1943, 03.11.1944[3], 21.02.1945, 30.04.1954[3])
- орден Кутузова II степени (18.09.1943)
- орден Богдана Хмельницкого II степени (06.04.1945)
  - Медали СССР в т.ч:
- «За оборону Москвы» (25.09.1944)
- «За Победу над Германией в Великой Отечественной войне 1941—1945 гг.» (23.11.1945)
- «За взятие Берлина»
- «За освобождение Варшавы»

Других стран
- Командор Ордена Британской Империи (Великобритания 1944)[4]